# Guest of Honour
Guest of Honour is een Canadese dramafilm uit 2019, geregisseerd door Atom Egoyan.

## Verhaal
Jim ontvangt een bericht dat zijn dochter Veronica, een jonge onderwijzeres, is gearresteerd op beschuldiging van seksuele intimidatie van een minderjarige student. Hoewel de beschuldigingen vals zijn, blijft Veronica de pogingen van haar vader om haar vrijlating te organiseren afwijzen, waarbij ze onthult dat ze gelooft dat hij nog steeds straf verdient voor iets dat lang geleden is gepleegd, een geheim dat verband houdt met hun familieverleden.

## Rolverdeling
| Acteur             | Personage   |
| ------------------ | ----------- |
| Laysla De Oliveira | Veronica    |
| David Thewlis      | Jim         |
| Luke Wilson        | Father Greg |
| Rossif Sutherland  | Mike        |

## Productie
In september 2018 werd bevestigd dat Atom Egoyan de film zal regisseren vanuit een scenario dat hij schreef. Egoyan, Jennifer Weiss en Simone Urdl zullen de film produceren onder de productiemaatschappij The Film Farm en Ego Film Arts. Elevation Pictures zal de film distribueren. In november 2018 werden Laysla De Oliveira, David Thewlis, Luke Wilson en Rossif Sutherland gecast voor de film.

## Release
De film ging in première op het Filmfestival van Venetië op 3 september 2019.

## Prijzen en nominaties
| Jaar | Prijs                  | Categorie    | Genomineerde(n) | Uitslag     |
| ---- | ---------------------- | ------------ | --------------- | ----------- |
| 2019 | Venetië (76ste editie) | Gouden Leeuw | Guest of Honour | Genomineerd |